# Alfonso de Castilla (1286-1291)

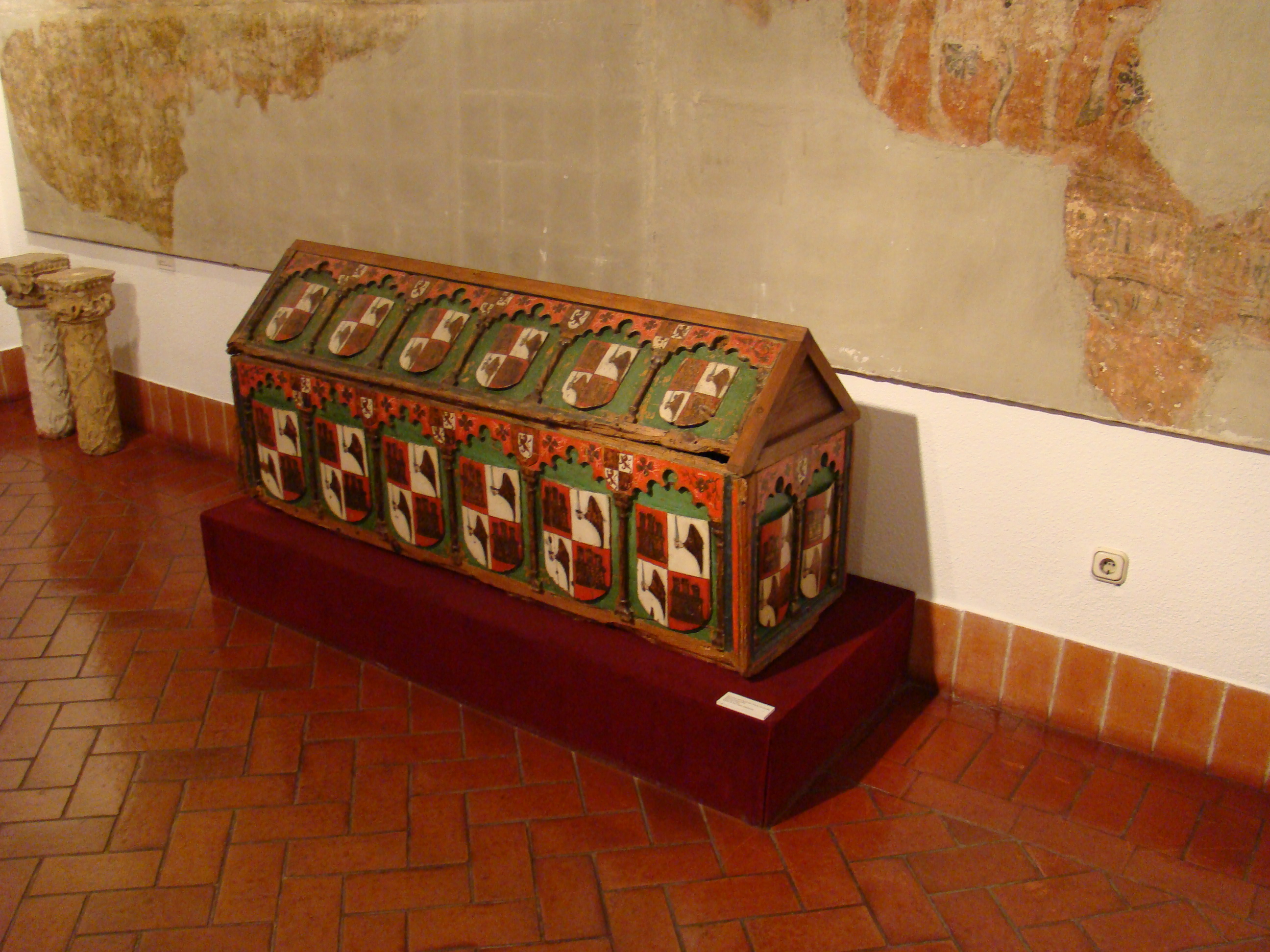
Ataúd del infante Alfonso de Castilla, (Museo de Valladolid).

Alfonso de Castilla (Valladolid, 1286 - ibídem, 1291). Infante de Castilla, hijo de Sancho IV, rey de Castilla y de su esposa, la reina María de Molina.

## Biografía
Nacido en Valladolid en 1286,  el infante Alfonso fue hijo de Sancho IV de Castilla y de su esposa la reina María de Molina. Sus abuelos fueron, por el lado paterno, Alfonso X de Castilla y de la reina Violante de Aragón, y por parte materna el infante Alfonso de Molina.  Tuvo varios hermanos, entre ellos el rey Fernando IV de Castilla y los infantes Pedro, Felipe, Enrique, Beatriz e Isabel.
A finales de 1291, su padre y Juan Núñez I de Lara, señor de la Casa de Lara, acordaron que la hija mayor de este último, Juana Núñez de Lara contraería matrimonio cuando tuviera la edad suficiente con Alfonso, sin embargo, el infante falleció a los cinco años de edad en Valladolid en 1291.

## Sepultura
Después de su defunción, el cadáver del infante Alfonso recibió sepultura en el convento de San Pablo de Valladolid, de la Orden de los dominicos. En el Museo de Valladolid, ubicado en el Palacio de Fabio Nelli, se conservan en la actualidad el sarcófago y los ropajes con los que fue sepultado el infante.